# Championnats pan-pacifiques 1989
Navigation
Brisbane 1987 Edmonton 1991
Les 3es Championnats pan-pacifiques se déroulent à Tōkyō ( Japon), du 17 au 20 août 1989. 

## Tableau des médailles
| Rang | Nation           | Or | Argent | Bronze | Total |
| ---- | ---------------- | -- | ------ | ------ | ----- |
| 1    | États-Unis       | 23 | 19     | 11     | 53    |
| 2    | Australie        | 3  | 6      | 7      | 16    |
| 3    | Canada           | 3  | 5      | 8      | 16    |
| 4    | Chine            | 3  | 4      | 4      | 11    |
| 5    | Japon            | 1  | 1      | 0      | 2     |
| 6    | Suriname         | 1  | 0      | 0      | 1     |
| 7    | Nouvelle-Zélande | 0  | 1      | 2      | 3     |
|      | Total            | 34 | 36     | 32     | 102   |

- Deux médailles d'argent ont été décernées pour le 100 m dos femmes
- Deux médailles d'argent ont été décernées pour le relais 4 × 100 m 4 nages femmes

## Podiums

### Hommes
| Épreuves             | Or                                                              | Or               | Argent         | Argent         | Bronze          | Bronze         |
| -------------------- | --------------------------------------------------------------- | ---------------- | -------------- | -------------- | --------------- | -------------- |
| Nage libre           |                                                                 |                  |                |                |                 |                |
| 50 m                 | Tom Jager                                                       | 22 s 12          | Andrew Baildon | 22 s 54        | Steve Crocker   | 22 s 78        |
| 100 m                | Brent Lang                                                      | 49 s 56          | Andrew Baildon | 50 s 03        | Doug Gjertsen   | 50 s 11        |
| 200 m                | Doug Gjertsen                                                   | 1 min 49 s 09    | Jon Olsen      | 1 min 49 s 47  | Turlough O'Hare | 1 min 50 s 23  |
| 400 m                | Turlough O'Hare                                                 | 3 min 52 s 89    | Dan Jorgensen  | 3 min 53 s 85  | Paul Robinson   | 3 min 55 s 04  |
| 800 m                | Mike McKenzie                                                   | 7 min 58 s 99    | Dan Jorgensen  | 8 min 01 s 29  | Chris Bowie     | 8 min 02 s 18  |
| 1 500 m              | Glen Housman                                                    | 15 min 06 s 00   | Lars Jorgensen | 15 min 14 s 45 | Mike McKenzie   | 15 min 21 s 52 |
| Dos                  |                                                                 |                  |                |                |                 |                |
| 100 m                | Jeff Rouse                                                      | 56 s 34          | Scot Johnson   | 56 s 52        | Mark Tewksbury  | 56 s 65        |
| 200 m                | Dan Veatch                                                      | 2 min 01 s 27    | Gary Anderson  | 2 min 02 s 34  | Paul Kingsman   | 2 min 03 s 14  |
| Brasse               |                                                                 |                  |                |                |                 |                |
| 100 m                | Rich Korhammer                                                  | 1 min 02 s 95    | Rich Schroeder | 1 min 03 s 09  | Chen Jianhong   | 1 min 03 s 19  |
| 200 m                | Mike Barrowman                                                  | 2 min 13 s 09    | Nelson Diebel  | 2 min 14 s 94  | Jon Cleveland   | 2 min 15 s 76  |
| Papillon             |                                                                 |                  |                |                |                 |                |
| 100 m                | Anthony Nesty                                                   | 53 s 80          | Wade King      | 53 s 86        | Mark Henderson  | 54 s 13        |
| 200 m                | Melvin Stewart                                                  | 1 min 59 s 40    | David Wharton  | 1 min 59 s 56  | Anthony Mosse   | 2 min 00 s 03  |
| 4 nages              |                                                                 |                  |                |                |                 |                |
| 200 m                | David Wharton                                                   | 2 min 00 s 11 RM | Ron Karnaugh   | 2 min 02 s 83  | Gary Anderson   | 2 min 03 s 19  |
| 400 m                | David Wharton                                                   | 4 min 16 s 14    | Eric Namesnik  | 4 min 17 s 02  | Ray Brown       | 4 min 23 s 61  |
| Relais               |                                                                 |                  |                |                |                 |                |
| 4 × 100 m nage libre | États-Unis Brent Lang Jon Olsen Doug Gjertsen Tom Jager         | 3 min 17 s 75    | Australie      | 3 min 22 s 39  | Canada          | 3 min 24 s 23  |
| 4 × 200 m nage libre | États-Unis Melvin Stewart Dan Jorgensen Jon Olsen Doug Gjertsen | 7 min 20 s 77    | Canada         | 7 min 25 s 13  | Australie       | 7 min 25 s 56  |
| 4 × 100 m 4 nages    | États-Unis Jeff Rouse Rich Korhammer Wade King Matt Biondi      | 3 min 39 s 27    | Canada         | 3 min 43 s 42  | Australie       | 3 min 46 s 75  |

### Femmes
| Épreuves             | Or                                                                        | Or               | Argent                          | Argent         | Bronze               | Bronze         |
| -------------------- | ------------------------------------------------------------------------- | ---------------- | ------------------------------- | -------------- | -------------------- | -------------- |
| Nage libre           |                                                                           |                  |                                 |                |                      |                |
| 50 m                 | Jenny Thompson                                                            | 25 s 85          | Yang Wenyi                      | 25 s 95        | Leigh Fetter         | 25 s 96        |
| 100 m                | Zhuang Yong                                                               | 55 s 68          | Jenny Thompson                  | 55 s 84        | Nicole Haislett      | 55 s 99        |
| 200 m                | Patricia Noall                                                            | 2 min 00 s 87    | Mitzi Kremer                    | 2 min 01 s 18  | Zhuang Yong          | 2 min 01 s 44  |
| 400 m                | Janet Evans                                                               | 4 min 04 s 53    | Jane Skillman                   | 4 min 11 s 46  | Janelle Elford       | 4 min 12 s 57  |
| 800 m                | Janet Evans                                                               | 8 min 16 s 22 RM | Janelle Elford                  | 8 min 31 s 16  | Julie Kole           | 8 min 32 s 56  |
| 1 500 m              | Janelle Elford                                                            | 16 min 10 s 58   | Julie Kole                      | 16 min 28 s 25 | Julie McDonald       | 16 min 35 s 82 |
| Dos                  |                                                                           |                  |                                 |                |                      |                |
| 100 m                | Lea Loveless                                                              | 1 min 02 s 69    | Nicole Livingstone Anne Mahoney | 1 min 03 s 52  |                      |                |
| 200 m                | Dede Trimble                                                              | 2 min 13 s 76    | Anna Simcic                     | 2 min 14 s 21  | Nicole Livingstone   | 2 min 14 s 22  |
| Brasse               |                                                                           |                  |                                 |                |                      |                |
| 100 m                | Keltie Duggan                                                             | 1 min 09 s 79    | Tracey McFarlane                | 1 min 09 s 81  | Mary Ellen Blanchard | 1 min 11 s 08  |
| 200 m                | Mary Ellen Blanchard                                                      | 2 min 32 s 02    | Nathalie Giguère                | 2 min 32 s 12  | Tracey McFarlane     | 2 min 32 s 13  |
| Papillon             |                                                                           |                  |                                 |                |                      |                |
| 100 m                | Qian Hong                                                                 | 1 min 00 s 45    | Wang Xiaohong                   | 1 min 00 s 81  | Jenna Johnson        | 1 min 01 s 01  |
| 200 m                | Rie Shito                                                                 | 2 min 11 s 29    | Julia Gorman                    | 2 min 11 s 45  | Wang Xiaohong        | 2 min 11 s 55  |
| 4 nages              |                                                                           |                  |                                 |                |                      |                |
| 200 m                | Lin Li                                                                    | 2 min 14 s 69    | Summer Sanders                  | 2 min 16 s 09  | Michelle Griglione   | 2 min 16 s 77  |
| 400 m                | Janet Evans                                                               | 4 min 39 s 38    | Lin Li                          | 4 min 45 s 69  | Donna Procter        | 4 min 45 s 99  |
| Relais               |                                                                           |                  |                                 |                |                      |                |
| 4 × 100 m nage libre | États-Unis Jenny Thompson Julie Cooper Carrie Steinseifer Nicole Haislett | 3 min 43 s 63    | Canada                          | 3 min 47 s 80  | Chine                | 3 min 47 s 97  |
| 4 × 200 m nage libre | États-Unis Mitzi Kremer Stacey Cassidy Janet Evans Julie Kole             | 8 min 03 s 33    | Japon                           | 8 min 14 s 83  | Canada               | 8 min 16 s 29  |
| 4 × 100 m 4 nages    | États-Unis Lea Loveless Tracey McFarlane Jenna Johnson Leigh Fetter       | 4 min 09 s 93    | Australie Chine                 | 4 min 11 s 54  |                      |                |